# تاج‌آباد (بشرویه)
تاج‌آباد یک منطقهٔ مسکونی در ایران است که در دهستان کرند واقع شده‌است. براساس سرشماری مرکز آمار ایران در سال ۱۳۹۵، این روستا کمتر از سه خانوار جمعیت داشته‌است.